# Ragnarok (Týr)
Ragnarok è il terzo album discografico della band faroese Týr.
È un concept album ed è il primo album edito dai Týr con l'etichetta discografica Napalm Records, dato che Eric the Red è stato rifatto dopo essere già stato pubblicato con la Tutl.

La versione digipack contiene due tracce bonus.
L'album è stato registrato e mixato nello studio di Jacob Hansen, in Danimarca. Il disco è stato masterizzato da Lenhert Kjeldsen al Mastertouch di Copenaghen. Oltre al gruppo anche Jacob Hansen e Allan Streymoy hanno partecipato come voci del gruppo.
Le foto sono state realizzate da Bárdur Eklund, mentre la copertina ed il layout da Jan Yrlund.
Le tracce 2, 6, 7, 8, 9 e 13 sono state tratte da canzoni tradizionali faroesi. Le due tracce bonus della versione digipack da dei canti tradizionali irlandesi e la quarta traccia (Brothers Bane) da un canto danese.

## Tracce
1. The Beginning – 5:07
2. The Hammer of Thor – 6:39
3. Envy – 1:10
4. Brother's Bane – 5:00
5. The Burning – 1:56
6. The Ride To Hel – 6:12
7. Torsteins Kvæði – 4:55
8. Grímur á Miðalnesi – 0:56
9. Wings of Time – 6:25
10. The Rage of the Skullgaffer – 2:01
11. The Hunt – 5:47
12. Victory – 0:58
13. Lord of Lies – 6:03
14. Gjallarhornið – 0:27
15. Ragnarok – 6:32
16. The End – 0:37
17. Valkyries Flight * – 2:03
18. Valhalla * – 5:03

* Traccia bonus della versione digipack